# De eindafrekening 2006
De eindafrekening 2006 is de lijst van nummers die het tijdens het jaar 2006 het best hebben gedaan in de Afrekening, de wekelijkse lijst van Studio Brussel. De eindafrekening 2006 werd op woensdag 27 december 2006 gepresenteerd door Siska Schoeters en was te horen bij Studio Brussel.
| Nummer | Artiest               | Titel                          |
| ------ | --------------------- | ------------------------------ |
| 1      | A Brand               | Hammerhead                     |
| 2      | The Kooks             | Naïve                          |
| 3      | Muse                  | Starlight                      |
| 4      | Tool                  | Vicarious                      |
| 5      | Snow Patrol           | Chasing Cars                   |
| 6      | dEUS                  | Bad Timing                     |
| 7      | Placebo               | Song to Say Goodbye            |
| 8      | Placebo               | Infra - Red                    |
| 9      | Gorki                 | Joeri                          |
| 10     | The Killers           | When You Were Young            |
| 11     | The Kooks             | She Moves in Her Own Way       |
| 12     | Foo Fighters          | No Way Back                    |
| 13     | Pearl Jam             | World Wide Suicide             |
| 14     | Panic! at the Disco   | I Write Sins Not Tragedies     |
| 15     | Arctic Monkeys        | When the Sun Goes Down         |
| 16     | Red Hot Chili Peppers | Dani California                |
| 17     | Green Day             | Jesus of Suburbia              |
| 18     | Zornik                | Keep Me Down                   |
| 19     | Mint                  | Your Shopping Lists Are Poetry |
| 20     | Janez Detd.           | Breaking the Waves             |
| 21     | My Chemical Romance   | I'm Not Okay (I Promise)       |
| 22     | Red Hot Chili Peppers | Tell Me Baby                   |
| 23     | Muse                  | Supermassive Black Hole        |
| 24     | Mint                  | The Magnetism of Pure Gold     |
| 25     | My Chemical Romance   | Welcome to the Black Parade    |
| 26     | Fall Out Boy          | Dance, Dance                   |
| 27     | The Automatic         | Monster                        |
| 28     | Tool                  | The Pot                        |
| 29     | Franz Ferdinand       | Walk Away                      |
| 30     | Ozark Henry           | These Days                     |

1985 · 1986 · 1987 · 1988 · 1989 · 1990 · 1991 · 1992 · 1993 · 1994 · 1995 · 1996 · 1997 · 1998 · 1999 · 2000 · 2001 · 2002 · 2003 · 2004 · 2005 · 2006 · 2007 · 2008 · 2009 · 2010 · 2011 · 2012 · 2013 · 2014